# CONTROLLER
CONTROLLER（コントローラー）は、2016年12月16日に北海道札幌市中央区大通西12丁目にオープンした「8bit時代」のゲームカルチャーを題材にした商品を取り扱うセレクトショップである。

## 概要
店内は国内、国外から取り揃えたオフィシャルグッズの他にCONTROLLERオリジナルブランドも展開する。店舗販売以外にもオンラインストアも有る。
ゲームカルチャーが好きな人には世界共通で楽しめる空間でこのような形態のお店は世界的にも珍しいという声が多く、北海道内はもちろん道外や外国からも来店する割合も多い店である。